# 3016 Meuse
3016 Meuse (1981 EK) là một tiểu hành tinh vành đai chính được phát hiện ngày 1 tháng 3 năm 1981 bởi H. Debehogne ở La Silla.